# Зорсіна
Зорсіна (лат. Zorsines) — династ сіраків Пн. Кавказу та Прикубання у сер. І ст. н. е. (за часів Котіса І, у подіях 44-49 р.р.). Опис цього останнього року війни 44-49рр. на  Боспорі Тацит починає повідомленням про те, що «… Зорсіна, цар сіраків, поновив ворожі дії…». Вступ у війну сусідів сіраків аорсів, призвів до поразки сіраків та їхнього спільника Мітрідата VIII.
Етимологія імені:

лат. Zorsines < д.ір.*čana(h)-/čina(h)- — укр. «бажання, задоволення» у другій частині, першу не інтерпретовано.

## Антропонім Зорсіна у епіграфівці Пн. Причорномор'я
- Зорсан(а) Нікератів (грец. «Ζώρσανος Νεικηράτου») — Ольвія, ІІ ст. н. е.[3]

- Зортін(а) (грец. «Ζωρθῖνος») — Танаїс, 209 р. н. е.[4]